# Thập niên 1610
Thập niên 1610 là thập niên diễn ra từ năm 1610 đến 1619.

## Chính trị và chiến tranh

### Chiến tranh
- Chiến tranh Ingrian: